# ديفيد وايت (شاعر)
ديفيد وايت (بالإنجليزية: David Whyte)‏ هو شاعر بريطاني، ولد في 2 نوفمبر 1955 في ميرفيلد ‏ في المملكة المتحدة.